# High Tension
High Tension è un film del 1936 diretto da Allan Dwan. La storia di J. Robert Bren e Norman Houston era intitolata Here Comes Trouble; il titolo era stato usato qualche mese prima dalla Twentieth Century-Fox per il film Here Comes Trouble che, diretto da Lewis Seiler, uscì sul mercato nel febbraio di quell'anno.

## Produzione
Le riprese del film, prodotto dalla Twentieth Century Fox Film Corporation con il titolo di lavorazione Trouble Makers, durarono dal 27 aprile a fine maggio 1936.

## Distribuzione
Il copyright del film, richiesto dalla Twentieth Century-Fox Film Corp., fu registrato il 17 luglio 1936 con il numero LP6521.
Distribuito dalla Twentieth Century Fox Film Corporation, il film uscì nelle sale cinematografiche USA il 17 luglio 1936 dopo essere stato presentato in prima a New York il 10 luglio.